# Palmer Lake
Palmer Lake est une localité américaine située dans le comté d'El Paso, dans le Colorado.
D'abord appelée Loch Katrine puis Palmero, la ville doit son nom actuel au général William Jackson Palmer.

## Démographie
| 1900 | 1910 | 1920 | 1930 | 1940 | 1950 |
| ---- | ---- | ---- | ---- | ---- | ---- |
| 166  | 163  | 160  | 244  | 269  | 263  |

| 1960 | 1970 | 1980  | 1990  | 2000  | 2010  |
| ---- | ---- | ----- | ----- | ----- | ----- |
| 542  | 947  | 1 130 | 1 480 | 2 179 | 2 420 |

Selon le recensement de 2010, Palmer Lake compte 2 420 habitants. La municipalité s'étend sur 3,11 milles carrés (8,05 km2).